# Chrysocerca formosana
Chrysocerca formosana är en insektsart som först beskrevs av Okamoto 1914.  Chrysocerca formosana ingår i släktet Chrysocerca och familjen guldögonsländor. Inga underarter finns listade i Catalogue of Life.